# Verduzzo trevigiano
La verduzzo trevigiano es una uva blanca que crece en el este del Véneto, al noreste de Italia.
En el pasado la palabra "verduz" era usada en muchos nombres de uvas del Véneto. Por las descripciones encontradas, eran morfológicamente muy diferentes, pero todas compartían la característica de la maduración tardía. Aunque el nombre "verduzzo" se puede encontrar muy frecuentemente en las listas de variedades realizadas por los ampelógrafos en el siglo XIX, no hay indicios de la verduzzo trevigiano hasta principios del siglo XX. A comienzos del siglo XX había dos variedades llamadas verduzzo: la verduzzo friulano, de las áreas del Véneto y Friuli, y la verduzzo trevigiano. En los análisis de ADN realizados en 2010 y 2011 se demostró que la verduzzo friulano y la verduzzo trevigiano eran totalmente distintas.

## Orígenes
El nombre trevigiano significa "de la provincia de Treviso" y, en la actualidad, sigue siendo ampliamente cultivada en esa provincia, así como en la provincia de Venecia. No obstante, los ampelógrafos no están seguros de si la uva es nativa de estas regiones. Según el anecdotario, se originó en Cerdeña y fue introducida en la región a comienzos del siglo XX pero no hay pruebas de ADN que demuestren ninguna conexión entre la verduzzo trevigiano y las uvas de Cerdeña.

## Viticultura
La verduzzo trevigiano es conocida por ser una vid vigorosa que puede adaptarse a varios tipos de clima y de terruño. Tiende a ser de maduración tardía, lo que hace que sirva bien para la producción de vinos de vendimia tardía.

## Vinos
En el 2000 había 1.734 ha de verduzzo trevigiano en Italia. La mayor parte de ellas estaban en las provincias de Treviso y Venecia, en el Véneto. Ahí, la uva es una variedad permitida en la Denominaziones di Origine Controllata (DOC) Lison-Pramaggiore y Piave, donde suele mezclarse con verduzzo friulano en vinos etiquetados simplemente como "verduzzo". También se usa para algunos vinos de mesa (sin DOC) de la región. Algunos productores añaden chardonnay y realizan fermentación en barrica y crianza en barrica de roble.
Los sinónimos de la verduzzo trevigiano son verduz, verduza, verduzo, verduzz, verduzzo, verduzzo di Motta y verduzzo verde. Algunos sinónimos de la verduzzo trevigiano coinciden con los de la verduzzo friulano.